# Überfallkommando
Ein Überfallkommando ist eine kleinere Polizeieinheit, die bei Raubüberfällen und ähnlichen Straftaten eingreift. Der Grund für die Einrichtung von Überfallkommandos war, dass der Kräfteeinsatz hoch sein und man die Kräfte rasch „in einem Rutsch“ zur Einsatzstelle verlegen können musste. Allgemein wird als Kommando eine „Gruppe von Personen, die meist nach militärischem Vorbild organisiert“ sind „und eine bestimmte Aufgabe erfüllen soll“ bezeichnet.

## Geschichte
Der Begriff Überfallkommando (Abkürzung: Üfa oder Ükdo) entstand Anfang der 1920er Jahre in der Weimarer Republik und bezeichnete damals wie heute eine kleinere motorisierte Einheit der Schutz- oder Ordnungspolizeien der Bundesstaaten, die hauptsächlich aus Anlass von Raub- oder Banküberfällen, Schlägereien oder anderen schweren Straftaten eingesetzt wurde. Der erste in der deutschen Presse erwähnte Einsatz eines Überfallkommandos fand offenbar am 19. Januar 1921 in Dresden anlässlich eines Lohngeldraubs im Autobusbahnhof in der Schandauer Straße statt.
Im September 1921 berichtete die sozialdemokratische Zeitung Vorwärts unter der Überschrift „Das Ueberfallkommando der Polizei“ über die Einrichtung und Funktion der Überfallkommandos in Berlin.
Danach bestand ein Überfallkommando aus einem Führer und mehreren Beamten, die mit einem Personenkraftwagen eingesetzt wurden. Offenbar bestanden zu diesem Zeitpunkt 22 Kommandos, die von abends 22:00 Uhr bis zum nächsten Morgen um 7:00 Uhr zur Verfügung standen. Sie konnten über 22 Fernsprechämter mit dem Stichwort „Überfall“ angefordert werden, woraufhin die Ämter die Gespräche direkt an das Überfallkommando vermittelten.
Im Freistaat Preußen wurden dafür ab 1925/26 so genannte Schnellpatrouillenwagen verwandt. Die Ükdo-Wagen waren teilweise mit Scheinwerfern und Warnsirenen ausgerüstet, ab 1938 wurden Blaulicht und Martinshorn eingeführt. Aufgrund der zunehmenden politischen Unruhen wurde 1929 auch in der Stadt Oldenburg ein Üko eingerichtet, das von der Ordnungspolizei des Freistaats Oldenburg und der Oldenburgischen Gendarmerie gestellt wurde.
Mit der Einführung eines flächendeckenden Funkstreifendienstes Mitte der 1950er Jahre entfiel in der Regel die Notwendigkeit der Unterhaltung eines Überfallkommandos, die dann nur noch in Großstädten wie z. B. Frankfurt am Main weiter existierten. 1971 wurde in der  niedersächsischen Landeshauptstadt Hannover aufgrund steigender Rohheitsdelikte und Überfällen nach 20 Jahren erneut ein Überfallkommando aufgestellt, da die mit zwei Beamten besetzten Funkstreifenwagen zu schwach waren, um die Einsatzlagen zu bewältigen. Das Üko bestand aus insgesamt 16 Beamten, die mit Schutzhelmen und Maschinenpistolen ausgerüstet waren und einen VW-Bus als Einsatzfahrzeug benutzten.

## Überfallkommando Frankfurt am Main
Das Überfallkommando (ÜKdo) Frankfurt am Main besteht bereits seit 1921. Schon während der Weimarer Republik erkannte die Stadt Frankfurt, dass das Bahnhofsviertel sowie die Feiermeile Sachsenhausen Kriminelle und Gewalt anzog. Es ist das einzige noch bestehende Überfallkommando in Deutschland und ist eine Organisationseinheit der Polizei Hessen. Beim ÜKdo versehen ausschließlich Polizeibeamte ihren Dienst.
Die ursprünglichen Aufgaben des Überfallkommandos umfassten folgende Lagen:
- Raubüberfälle
- Schlägereien
- Einbrüche
- Alarmmelder
- Unterstützung der Reviere bei größeren Kontrollen

Hinzugekommen sind noch seit den Terroranschlägen in Paris 2015:
- Notintervention bei bewaffneten Tätern sowie Terroranschlägen
- Intervention und Zugriff bei Tätern mit Hieb- und Stichwaffen[7]
- Festnahmen und Wohnungsdurchsuchungen bei Tätern, bei denen mit Gewalt gerechnet werden muss (unterhalb der Schwelle zur SE-Lage)
- Notzugriff bei SE-Lagen bis zum Eintreffen und Übernahme des Spezialeinsatzkommandos (SEK)
- Servicedienststelle, wenn eine Wärmebildkamera benötigt wird
- Unterstützung bei Demonstrationen
- Zugriffe und Einsätze bei Ansteckungsgefahr mit Krankheiten

Dazu wurde das Überfallkommando entsprechend ausgerüstet.
Das Überfallkommando war bis Juli 2024 die einzige Organisationseinheit in Frankfurt, außerhalb der Spezialeinheiten, die das Distanzelektroimpulsgerät (umgangssprachlich Taser) führte. Außerdem war es bis zur Einführung des Diensthundekommandos (DHKdo) und somit bis zur Zentralisierung der Diensthundeführer im Polizeipräsidium Frankfurt am Main, die einzige geschlossene Einheit, die eigene Diensthunde führte. Zudem ist das Überfallkommando mit speziellen Fahrzeugen ausgestattet.
Das Überfallkommando ist bei der Direktion Sonderdienste D500 im Polizeipräsidium Frankfurt eingegliedert.
Vergleichbare Einheiten stellen die völlig anders organisierte und ständig auch Streifendienst verrichtende Sondereinheit WEGA der österreichischen Bundespolizei sowie die nach dem Wiener Vorbild im Oktober 2020 gegründete Unterstützungsstreife für erschwerte Einsatzlagen der Hamburger Polizei dar.